# Loeseneriella apiculata
Loeseneriella apiculata là một loài thực vật có hoa trong họ Dây gối. Loài này được (Welw. ex Oliv.) R.Wilczek mô tả khoa học đầu tiên năm 1960.